# ATP do Rio de Janeiro
O ATP do Rio de Janeiro (formalmente Rio Open presented by Claro) é um torneio de tênis sediado no Jockey Club Brasileiro, na cidade do Rio de Janeiro. As partidas são disputadas em quadras abertas de saibro. Sendo no total nove quadras do Jockey: quatro para treinos e cinco para as disputas. A quadra principal tem capacidade para 6.200 torcedores.
O torneio é organizado pelo grupo de entretenimento e esportes IMX e supre a etapa de Memphis, nos Estados Unidos, retirada do calendário das organizações mundiais de tênis a partir de 2014. 
Anteriormente, foi disputado na cidade em 1989 e 1990, em quadras de carpete. Foi sucedido pelo ATP de Búzios, que durou dois anos, e só retornou à cidade em 2014, em torneio combinado com a WTA. Em 2017, tornou-se exclusivo masculino.

## Finais

### Simples
| Ano                                                         | Campeão           | Vice-campeão          | Resultado      |
| ----------------------------------------------------------- | ----------------- | --------------------- | -------------- |
| 2025                                                        | Sebastián Báez    | Alexandre Müller      | 6–2, 6–3       |
| 2024                                                        | Sebastián Báez    | Mariano Navone        | 6–2, 6–1       |
| 2023                                                        | Cameron Norrie    | Carlos Alcaraz        | 5–7, 6–4, 7–5  |
| 2022                                                        | Carlos Alcaraz    | Diego Schwartzman     | 6–4, 6–2       |
| Torneio não realizado em 2021 devido à pandemia de COVID-19 |                   |                       |                |
| 2020                                                        | Cristian Garín    | Gianluca Mager        | 7–63, 7–5      |
| 2019                                                        | Laslo Djere       | Félix Auger-Aliassime | 6–3, 7–5       |
| 2018                                                        | Diego Schwartzman | Fernando Verdasco     | 6–2, 6–3       |
| 2017                                                        | Dominic Thiem     | Pablo Carreño Busta   | 7–5, 6–4       |
| 2016                                                        | Pablo Cuevas      | Guido Pella           | 6–4, 56–7, 6–4 |
| 2015                                                        | David Ferrer      | Fabio Fognini         | 6–2, 6–3       |
| 2014                                                        | Rafael Nadal      | Alexandr Dolgopolov   | 6–3, 7–63      |
| Torneio não realizado entre 1991 e 2013                     |                   |                       |                |
| 1990                                                        | Luiz Mattar       | Andrew Sznajder       | 6–4, 6–4       |
| 1989                                                        | Luiz Mattar       | Martín Jaite          | 6–4, 5–7, 6–4  |

### Duplas
| Ano                                                         | Campeões                           | Vice-campeões                       | Resultado         |
| ----------------------------------------------------------- | ---------------------------------- | ----------------------------------- | ----------------- |
| 2025                                                        | Rafael Matos Marcelo Melo          | Pedro Martínez Jaume Munar          | 6–2, 7–5          |
| 2024                                                        | Nicolás Barrientos Rafael Matos    | Alexander Erler Lucas Miedler       | 6–4, 6–3          |
| 2023                                                        | Máximo González Andrés Molteni     | Marcelo Melo Juan Sebastián Cabal   | 6–1, 7–63         |
| 2022                                                        | Simone Bolelli Fabio Fognini       | Bruno Soares Jamie Murray           | 7–5, 26–7, [10–6] |
| Torneio não realizado em 2021 devido à pandemia de COVID-19 |                                    |                                     |                   |
| 2020                                                        | Marcel Granollers Horacio Zeballos | Salvatore Caruso Federico Gaio      | 6–4, 5–7, [10–7]  |
| 2019                                                        | Máximo González Nicolás Jarry      | Thomaz Bellucci Rogério Dutra Silva | 36–7, 6–3, [10–7] |
| 2018                                                        | David Marrero Fernando Verdasco    | Nikola Mektić Alexander Peya        | 5–7, 7–5, [10–8]  |
| 2017                                                        | Pablo Carreño Busta Pablo Cuevas   | Juan Sebastián Cabal Robert Farah   | 6–4, 5–7, [10–8]  |
| 2016                                                        | Juan Sebastián Cabal Robert Farah  | Pablo Carreño Busta David Marrero   | 7–65, 6–1         |
| 2015                                                        | Martin Kližan Philipp Oswald       | Pablo Andújar Oliver Marach         | 7–63, 6–4         |
| 2014                                                        | Juan Sebastián Cabal Robert Farah  | David Marrero Marcelo Melo          | 6–4, 6–2          |
| Torneio não realizado entre 1991 e 2013                     |                                    |                                     |                   |
| 1990                                                        | Brian Garrow Sven Salumaa          | Nelson Aerts Fernando Roese         | 7–5, 6–3          |
| 1989                                                        | Jorge Lozano Todd Witsken          | Patrick McEnroe Tim Wilkinson       | 2–6, 6–4, 6–4     |